# Лазарев, Леонид Николаевич
Леонид Николаевич Лазарев (14 июля 1937 — 4 мая 2021) — советский и  российский фотохудожник, фотожурналист.

## Творческая биография
1957 г. — завоевывает Вторую премию на фотоконкурсе Московского международного фестиваля молодежи и студентов, решает сделать фотографию своей профессией.
1957, 1958, 1959, 1960 гг. — участник фотовыставок «НАША МОЛОДОСТЬ».
1958—1963 гг. — фотокорреспондент журнала «СОВЕТСКАЯ ЖЕНЩИНА».
1960 г. — лауреат журнала «СОВЕТСКАЯ ЖЕНЩИНА».
1961 г. — лауреат премии на Всесоюзной выставке художественной фотографии.
1962 г. — лауреат лучших материалов журнала «СОВЕТСКАЯ ЖЕНЩИНА».
1962 г. — лауреат премии на Всесоюзной выставке художественной фотографии.
1962 г. — по мнению зарубежной прессы попал в число лучших фотографов мира — «Photography Year Book».
1964 г. — фотокорреспондент журнала «КРУГОЗОР».
1972 г. — за серию фоторепортажей лауреат журнала «КРУГОЗОР».
1972 г. — оканчивает Институт журналистского мастерства при Союзе журналистов СССР.
1974 г. — лауреат премии Международного фотоконкурса журнала «НОВОЕ ВРЕМЯ».
1977 г. — защищает Диплом во Всесоюзном Институте кинематографии (ВГИК), кинооператорский факультет.
1985 г. — выходит диафильм «Три секрета клоуна Чубчика», 2 части, звуковой. Студия «Диафильм» Госкино СССР. Постановочная фотосъемка с участием актёров. Рождение жанра Фокифильм (Фотокинофильм).
1985 г. — выходит диафильм «Тайна волшебной книги», 2 части, звуковой. Студия «Диафильм» Госкино СССР. Постановочная фотосъемка с участием актёров.
1985 г. — лауреат премии на Всесоюзной фотовыставке «40-летие Великой Победы».
1986 г. — лауреат премии «ЛИТЕРАТУРНОЙ ГАЗЕТЫ» за создания нового жанра «Документально-постановочный фотофильм» и серию публикаций в новом жанре.
1986 г. — спектакль «Ищите женщину». Фотограф-постановщик. Росконцерт СССР.
1989 г. — спектакль «Прямой эфир или Блеф». Фотограф-постановщик. Росконцерт СССР.
1989 г. — приказом министерства Культуры РСФСР № 66-П от 10.02.1989 г. присвоена квалификация «Артист разговорного жанра».
1999 г. — присвоено звание КОДАК-МАСТЕР.
2008 г. — персональная фотовыставка в галерее «ФотоСоюз».
2010 г. — персональная фотовыставка в АРТ ФОНДЕ ОРЕНЗАНЦ в Нью-Йорке (США).
2010 г. — Третьяковская галерея пополнила своё собрание фотоработами Л. Н. Лазарева от 26.10.2010 г. № К 2067/10.
2011 г., апрель — фотовыставка Леонида Лазарева в конгрессе США. На открытие присутствовали:
Дэн Рассел — заместитель помощника госсекретаря США по вопросам Европы и Евразии,
Константин Косачев — председатель Комитета Государственной Думы по международным делам,
Наталья Колодзей — директор Kolodzei Art Foundation, куратор выставки.
2013 г. — Русский музей экспонирует фотоработы Л. Н. Лазарева от 05.09.2013 г. № 2459/2.
2013 г. — Пензенская картинная галерея им. Савицкого — открытие проекта «Penza arts international-2013» Авторский проект «Поколение».
2014 г. — Авторская экспозиция в стиле «Visionism» на международной выставке «Penza Art International» в Пензенской картинной галереи им. Савицкого.
2014 г. — В Арт-галереи университета штата Аризона в США представлены 18 фоторабот Л. Лазарева.
2015 г.  22 июня 17:00 -  аукционный дом  Dorotheum, Vienna/Palais Dorotheum, продажа "Schtrichi Detctba" 1958, gelatine silver, print of later date, verso with title in pencil, signed, dated, image dim. 29 x 58 cm, (EK) Lot No. 114 и "G. Ulanoba", 1958, gelatine silver, print of later date, verso with title in pencil, signed, dated, 40 x 27 cm, (EK) Lot No. 115
2015 г., июль-октябрь — На фотовыставке в Музее Оскара Нимейера (Бразилия) представлены 19 фоторабот Л.Лазарева.
2016 г. — Государственный центральный музей кино пополнился 5 фотоработами Л. Н. Лазарева от 12.03.2015 г. № 199.
2016 г., 21 марта — Открытие персональной фотовыставки Л. Н. Лазарева в Колумбийском университете в США.
2016 г. — Музей Москвы пополнился 47 фотоработами Л. Н. Лазарева от 18.11.2016 № 90.
2016 г., ноябрь — Л. Н. Лазарев как скульптор создал в бронзе работу под названием «Фотограф». Скульптура приобретена Государственным историко-мемориальным музеем-заповедником «Родина В. И. Ленина». Акт ПП-30/16
2021 г. — персональная фотовыставка «Выход в город» в галерее «Art of foto» в Санкт-Петербурге. (Россия).
Урна с прахом захоронена в колумбарии №18  Нового Донского кладбища города Москвы  рядом  с урнами родителей . отец Мундигер Николай Фёдорович (1904-1984)- артист цирка, конструктор, изобретатель клоуноавтомобилей,  руководитель аттракциона «МОТОГОНКИ ПО ВЕРТИКАЛЬНОЙ СТЕНЕ», мать Мундигер Надежда Владимировна (урожд. Лазарева 1914-1986)- артистка цирка, мотогонщица по вертикальной стене.

## Известные люди о Леониде Лазареве
Композитор, Народный артист России Геннадий Гладков:
Для меня – профессионального музыканта – первое впечатление от фоторабот Леонида Лазарева было сродни впечатлению от великих музыкальных произведений. В его работах я нашел аналоги мелодии, гармонии, ритму, ярким динамическим контрастам, полифонии: я увидел разнообразие «оркестровок» - то прозрачных, воздушных, почти нереальных, то очень плотных, нарочито документальных, пронзительно-бытовых.По всему огромному количеству работ фотокомпозитора свойственны лиризм, любовь к людям, стремление раскрыть их внутренний мир через внешний облик, любовь к их жилищам, к городам, к культуре, искусству, к природе, к травинкам и клейким листочкам и вообще ко всему существующему на земле.
Писатель, драматург, лауреат Государственной премии СССР Александр Гельман:
Глядя на меня, он видел не меня, а ту будущую фотографию, которая уже мерцала в его воображении. Он работал со мной, как писатель работает  со словом. Несколько  раз пересаживал, то в кресло, то на стул, ближе к окну,  дальше от окна, лицом к книгам, спиной к книгам. То поворачивал в разные стороны все мое тело целиком, то крутил-вертел одну только голову. Его явно интересовала не та голова, которая торчала на моей шее, а та,  которая  будет изображена на фотографии.Я наблюдал за его  взглядом. Я видел, как его глаза ищут, выбирают, находят, сомневаться,  отказываются, возвращаются к прежнему, опять отказываются, опять возвращаются, окончательно отказываются. Глаза трудились напряженно, целенаправленно. Слова, которые он при этом произносил, носили сугубо функциональный характер. Я ощущал себя подсобным материалом, манекеном, прототипом будущего фотопортрета именитого мастера. Он был не очень мной доволен – что-то не получалось, как он задумал, как он хотел. Но видно было по его глазам, что он не из тех фотографов, которые способны смириться с обстоятельствами, пойти на компромисс.
Кинооператор, лауреат Ленинской премии СССР, Залуженный деятель искусств РФ Сергей Медынский:
Чтобы мертвый бездушный механизм стал подлинной машиной времени, ему нужно оказаться в руках такого человека, как Леонид Николаевич Лазарев. Фотокамера стала продолжением его души и может реагировать на возникшую ситуацию, оценить значение детали, вдумчиво вглядеться в сущность человеческого характера. ... Его камера никогда не работает на всякий случай, не отдавая себе отчета в том, что она видит. Лазарев умеет нажать кнопку фотоаппарата в тот момент, когда он проник в сущность снимаемого объекта. Именно поэтому ему удаются и событийный репортаж, и показ предметного мира, и отражение душевного состояния своих современников.
Кинорежиссёр, журналист, лауреат премии Президента РФ Л. Резников
Фотографии Леонида Николаевича Лазарева при внимательном с ними знакомстве вызывают гамму чувств и непередаваемых ощущений. Описать эти ощущения весьма сложно. Они сродни восприятию дымки полупрозрачных облаков, капель росы, поблескивающих в лучах утреннего солнца, зеркальной поверхности лесного озера... Иными словами – это подлинная фотографическая живопись, передающая ощущения самого бытия.
Писатель Ксения Голубович:
Но что бы там ни было, можно не сомневаться, что в руках Леонида Лазарева получат максимально свободное и сильное решение. Фотография – часть общества, его идеологий, его риторик, его свобод, запретов, его границ и их нарушений, она часть саморепрезентации времени, часть нашего сознания и бессознательного, более того с течением времени она способна меняться и с приходом новой риторики любой выразительный снимок значит не то, что было вчера.
И именно поэтому сколь бы ни был определен фотограф своей визуальной средой и её возможностями, главное всегда, пожалуй, та искренность, с которой он открывает физики текущего времени, та чувствительность, которую он стремиться в себе сохранить и тот уровень мастерства, на котором он способен при этом работать.
Историк фотографии Валерий Блюмфельд:
Ярким талантом фотохудожника-реалиста обладает ЛЕОНИД ЛАЗАРЕВ. В каждом из его снимков, который он считает возможным к публичному показу, обязательно присутствует особое ЛАЗАРЕВСКОЕ отношение к зафиксированному. Он обязательно присовокупит еще своё, особенное видение, казалось бы, самых обычных вещей, удивительным образом окрасит фотографию своим интеллектом, мыслью и чувствами, собственным темпераментом и характером. Фотохудожник в любом кадре обязательно отразит хоть частичку себя самого. Эта способность называется одаренностью или талантом, и далеко не все, кто не расстается с фотокамерой и даже имеет определенные коммерческие успехи, могут называть себя фотохудожниками. Но только с переходом на свободное творчество талант фотохудожника Лазарева развернулся в полную силу. Теперь он сам выбирает тему съемок, сам составляет её кадроплан, а талант помогает ему создавать поистине фотошедевры: «Летающие женщины», «Натюрморты», «Москва (многоразовая съемка)» и многое иное.

## Издания
- 1958—1963 гг. — Журнал «Советская женщина», 110 публикаций.
- 1962 г. — книга «Photography Year Book — 1962» (edited by Nornam Hall, Великобритания).
- 1964—1993 гг. — Журнал «Кругозор» и «Колобок», 720 публикаций.
- 1986 г. — комплект открыток большого формата «Малый театр СССР». Издательство «Планета».
- 1988 г. — комплект открыток большого формата «Московский государственный академический Детский музыкальный театр Н. И. Сац». Издательство «Планета».
- 2003 г. — «История Российской таможни», иллюстрированное издание. Издательство: Фонд «Книжный союз».
- 2004 г. — «Москва многонациональная», иллюстрированный энциклопедический атлас. Издательство: Фонд «Книжный союз».
- 2007 г. — «История Москвы XII—XX веков», иллюстрированное издание. Издательство: Фонд «Книжный союз».
- 2007 г. — «Фото 60-70», издание серии «Антология русской фотографии XX века». Издательство: «Люмьер».
- 2008 г. — «Избранное», авторский альбом Л. Н. Лазарева. Издатель: И.Горшков
- 2009 г. — «ВСХВ-ВДНХ-ВВЦ», юбилейное иллюстрированное издание в 4-х книгах. Издательство: Фонд «Книжный союз».
- 2010 г. — «Москва. Ожидание будущего», авторский альбом Л. Н. Лазарева. Издательство: Издательство Главного архивного управления города Москвы, Московские учебники и Картолитография.
- 2010 г. — «Иконы 1960—1980»- Издательство: «Люмьер».
- 2013 г. — Мультимедийное семитомное издание Расул Гамзатов «Воспевший Родину» с фотоиллюстрациями Леонида Лазарева. Издательство: Фонд «Книжный союз».
- 2014 г. — «Живу дважды» — книга авторских рассказов Леонида Лазарева. Издательский центр Ульяновского государственного университета.
- 2015 г. — Книга к 2000-летию г. Дербента. Автор постановочных съемок — Леонид Лазарев.
- 2015 г. — «Без пудры и грима», aвторский альбом Леонида Лазарева. Издательство «Планета» (по издательской программе Правительства Москвы).
- 2017 г. — «Пуля для Такумара». Короткие рассказы Л. Лазарева. Издательство «Альфа-Дизайн».
- 2020 г. — «Цирковая „стена смерти“ в СССР». Книга, написанная в соавторстве с Ириной Зубовой, посвящена родителям фотохудожника — профессиональным гонщикам по вертикали.
- 2021г. ---  «Москва. Лица. Факты. Свидетели эпохи» . автор Лазарев Л.Н. Объем: 210 стр. 74 иллюстрации. Издательство АСТ.

## Работа в кино
- В творческом объединении «Экран» — «Гжель» (реж. М. Кожин), «Русский платок» (реж. М. Кожин), «Концерт для фортепьяно» (реж. В. Горлов).
- На студии Научно-популярных фильмов — «Студенческие строительные отряды» (реж. Л. Чернявский).